# Ryoko (シンガーソングライター)
Ryoko（リョウコ 、1997年（平成9年）12月12日 - ）は、日本のシンガーソングライター、音楽プロデューサー。ガールズバンド「ЯeaL」のメンバー。ソロプロジェクト「名無（Namu）」としても活動している。

## 来歴
- 1997年12月12日、大阪府で生まれる。
- 2012年10月、Yurika、Fumiha、Aikaをバンドに誘う[1]。
- 2012年12月、ガールズバンド「ЯeaL」結成。ギター・ボーカル・作詞・作曲を担当[2]。
- 2015年8月15日、ЯeaLがSUMMER SONIC 2015の「出れんの!?サマソニ!?」で「寺岡呼人賞」と「レインボー賞」をダブル受賞。その年のオープニングアクトとして出場した。
- 2016年3月8日、大阪スクールオブミュージック専門学校（OSM高等専修学校）を卒業[3][4]。
  - 翌日、SME Recordsよりメジャーデビュー[4]。
- 2017年11月、ニコニコ動画よりソロプロジェクト「名無（Namu）」として活動開始。
- 2018年3月1日、名無（Namu）名義で初投稿。
- 2019年、名無の活動を1年間休止。
- 2020年7月22日、名無の活動を再開[5][6]。同時に、ЯeaLのシークレットYouTubeチャンネルは名無のチャンネルに変更、過去に投稿されていた動画は一旦全て削除された。

## 人物
- 主な愛称はりょこたん。
- 女子力高め。
- 多趣味で完璧主義者。ゆえに負けず嫌い。
- 映画が好きで年間150本以上鑑賞し、自身で映画ノートを日々付けている。
- 元々はBIGBANGや2NE1などのダンスボーカルものを好んでいたが、BLUE ENCOUNTのライブを観たことが切っ掛けとなり、ロックバンドに興味を持つようになる。現在テレキャスターを使用しているのも、彼らがライブでテレキャスターを使っていたからである[2]。
- Aikaをバンドに誘う際に「私たちは売れます！」とネットに書き込んだ[2]。
- 成人してからは、日本酒にハマる[7]。

## 使用楽器
先述の経緯から、Fender Telecasterをデビュー前から愛用しており、現在は白いテレキャスターをメインに3本使用している。なお、選ぶ際のポイントは、見た目とのこと。

## 作品

### 名無（Namu）
配信シングル
| #   | 発売日         | タイトル       | 規格                   | 収録アルバム                                   |
| --- | -------------- | -------------- | ---------------------- | ---------------------------------------------- |
| 1st | 2020年8月22日  | Discord        | デジタル・ダウンロード | ЯeaL 2ndアルバム『ライトアップアンビバレンツ』 |
| 2nd | 2022年11月18日 | アンビバレンス | デジタル・ダウンロード |                                                |

動画
※全て「名無（Namu）」名義。
| 公開日     | ボーカル     | 曲名                   | クレジット | 備考                                                 |
| ---------- | ------------ | ---------------------- | --- | ---------------------------------------------------- |
| 2018/03/01 | 初音ミク     | スーサイドリピーター   | - Music/Lyrics：名無（Namu） - SE：くま - Vocaloid Edit：おればなな - Artwork：きゅら - Movie：ke-sanβ                                |                                                      |
| 2018/07/01 | 鏡音リン     | グッバイ人生           | - Music/Lylics：名無（Namu） - Arrangement：くま - Vocaloid Edit：LITCH - Artwork：kyura - Movie：ke-sanβ                             |                                                      |
| 2020/07/24 | 名無（Namu） | 春を告げる             | - Vocal & Arrangement & Movie：名無（Namu） - Arrangement：無闇ヤタラ - Movie：JUN MATSUDA - Character Design & Animation：ASAO URATA | yama「春を告げる」のカバー                           |
| 2020/07/31 | 名無（Namu） | 勘冴えて悔しいわ       | - Vocal & Arrangement & Movie：名無（Namu） - Arrangement：無闇ヤタラ - Movie：JUN MATSUDA - Character Design & Animation：ASAO URATA | ずっと真夜中でいいのに。「勘冴えて悔しいわ」のカバー |
| 2020/08/07 | 名無（Namu） | だから僕は音楽を辞めた | - Vocal & Arrangement & Movie：名無（Namu） - Arrangement：無闇ヤタラ - Movie：JUN MATSUDA - Character Design & Animation：ASAO URATA | ヨルシカ「だから僕は音楽を辞めた」のカバー           |
| 2020/08/21 | 名無（Namu） | Discord                | - Arrangement：無闇ヤタラ - Movie：JUN MATSUDA - Character Design & Animation：ASAO URATA                                             |                                                      |
| 2022/11/18 | 名無（Namu） | アンビバレンス         | - Arrangement: 無闇ヤタラ・名無（Namu） - Movie : 篝 火花 - Character Design : 曖川にゃんた                                           |                                                      |

## 出演

### 舞台
- SEPT ReAnimation ARIARIUM（2022年6月8日 - 12日、博品館劇場[10][11]）
- SEPT presents 「ZEST2022」（2022年11月26日、duo MUSIC EXCHANGE）